# Ібрагім Абдель Гаді-паша
Ібрагім Абдель Гаді-паша (араб. إبراهيم عبد الهادى باشا; 1896— 1981) — єгипетський державний діяч, прем'єр-міністр Єгипту у 1948—1949 роках.

## Життєпис
Брав активну участь у Єгипетській революції 1919 року, був засуджений до каторжних робіт і звільнений 1924 року. Був членом партії Вафд, потім став одним з провідних членів Саадистської інституціональної партії з моменту її сформування 1938 року.
З 1939 до 1940 року займав пост міністра у парламентських питаннях, після чого очолив міністерство торгівлі та промисловості. У 1947—1948 роках обіймав посаду голови Королівського суду.
1948 після убивства Махмуда ан-Нукраші-паші очолив уряд Єгипту. На тому посту постав перед проблемою зростання націоналістичного руху. У той же час Єгипет домовився про припинення вогню у бойових діях з Ізраїлем та почав підготовку до укладання угоди про перемир'я. У липні наступного року король Фарук I відправив його у відставку у зв'язку з рішенням прем'єр-міністра про розширення уряду та прагненням подолати громадянське протистояння у країні.
Після Липневої революції 1952 року був серед тих, кого суд засудив до смертної кари за звинуваченням у корупції, тероризмі та державній зраді. Вирок надалі було замінено на ув'язнення, за кілька років був звільнений за станом здоров'я.